# Lophius piscatorius
Lophius piscatorius là một loài cá thuộc họ Lophiidae, sinh sống ở vùng nước ven bờ đông bắc Địa Trung Hải, từ biển Barents, qua eo biển Gibraltar vào Địa Trung Hải và biển Đen. Ở một số nơi, như biển Ireland, loài này là một phần quan trọng trong nghề đánh cá thương mại địa phương.